# Matriu fonamental (equació diferencial lineal)
En matemàtiques, una matriu fonamental d'un sistema de {\displaystyle n} equacions diferencials ordinàries lineals homogènies
{\displaystyle {\dot {\mathbf {x} }}(t)=A(t)\mathbf {x} (t)}
és una funció matricial {\displaystyle \Psi (t)} tal que les seves columnes són solucions linealment independents del sistema. A particir de {\displaystyle \Psi (t)} es poden escriure totes les solucions del sistema com {\displaystyle \mathbf {x} =\Psi (t)\mathbf {c} }, per a algun vector constant {\displaystyle \mathbf {c} } (escrit com un vector de columna d'altura {\displaystyle n}).
Es pot demostrar que una funció matricial {\displaystyle \Psi } és una matriu fonamental de {\displaystyle {\dot {\mathbf {x} }}(t)=A(t)\mathbf {x} (t)} si i només si {\displaystyle {\dot {\Psi }}(t)=A(t)\Psi (t)} i {\displaystyle \Psi } és una matriu invertible per a tot {\displaystyle t}.

## Teoria del control
La matriu fonamental s'utilitza per expressar la matriu de transició d'estat, un component essencial en la solució d'un sistema d'equacions diferencials ordinàries lineals.